# The Xenon Codex
The Xenon Codex è il quindicesimo album in studio della space rock band britannica Hawkwind, registrato nel 1988 e pubblicato nello stesso anno.

## Tracce
1. The War I Survived – 5:25 –  (Brock/Davey/Neville-Neil)
2. Wastelands of Sleep – 4:18 –  (Tait/Brock)
3. Neon Skyline – 2:18 –  (Davey)
4. Lost Chronicles – 5:21 –  (Bainbridge)
5. Tides – 2:54 –  (Lloyd-Langton)
6. Heads – 5:04 –  (Brock/Neville-Neil)
7. Mutation Zone – 3:56 –  (Bainbridge/Brock)
8. E.M.C. – 4:55 –  (Bainbridge)
9. Sword of the East – 5:25 –  (Davey)
10. Good Evening – 4:35 –  (Hawkwind)

## Formazione
- Dave Brock - chitarra, tastiere, voce
- Huw Lloyd-Langton - chitarra, voce
- Harvey Bainbridge - tastiere, voce
- Alan Davey - basso
- Danny Thompson Jr. - batteria